# Minnesota Glacier
Minnesota Glacier – lodowiec w Górach Ellswortha w południowej części Ziemi Ellswortha w Antarktydzie Zachodniej, rozdzielający góry na pasmo północne Sentinel Range i południowe Heritage Range.

## Nazwa
Nazwany na cześć Uniwersytetu Minnesoty, który prowadził ekspedycje badawcze w Górach Ellswortha w pierwszej połowie lat 60. XX wieku . 

## Geografia
Minnesota Glacier leży w Górach Ellswortha w południowej części Ziemi Ellswortha w Antarktydzie Zachodniej, rozdzielający góry na pasmo północne Sentinel Range i południowe Heritage Range . Spływa na wschód strumieniem o długości ok. 64 km i o szerokości dochodzącej do 8 km .  
Zasila go lód z płaskowyżu położonego na zachód od Gór Ellswortha oraz lodowce Nimitz Glacier i Splettstoesser Glacier . Na wschodnim krańcu gór łączy się z większym lodowcem Rutford Ice Stream .  